# Карол Пазур
Карол Пазур (26 лютого 1917, Кромпахи — 25 квітня 1976, Банська Бистриця) — словацький воєнний злочинець, головний виконавець  Пршеровського розстрілу (Пршеровська різанина), інформатор та солдат .

## Життєпис

### Дитинство та юність
Карол Пазур народився у східнословацькому містечку Кромпахи. Після закінчення державної школи  здобув освіту палітурника і деякий час працював службовцем у банку . 

### Кар'єра в період Другої світової війни
Під час Другої світової війни став членом Глінкової словацької народної партії та Глінкової гвардії, згодом вступив до словацької швидкої дивізії, яка воювала в Радянському Союзі на боці Третього Рейху. Коли він потрапив у полон до Червоної армії в 1943 році, він швидко став комуністом-ентузіастом і приєднався до складу новостворених чехословацьких підрозділів. Згодом працював як офіцер і репортер у  1-му чехословацькому армійському корпусі, де разом з ним служив агент НКВС Бедржих Рейцін (Рейнцингер), який пізніше зіграв важливу роль у його житті. У грудні 1944 р. Пазур вступив до Комуністичної партії Чехословаччини.

### Пршеровський розстріл
Після розформування 1-го чехословацького армійського корпусу 25 травня 1945 р., Карол Пазур залишився в армії у званні лейтенанта воєнної розвідки. З метою покращення своєї репутації, як комуніста, він вирішив  переслідувати  німців і після капітуляції. З його ініціативи та під його командуванням відбувся  Пршеровський розстріл, під час якого було вбито 267 «німців» (але, як виявилось під час розслідування, багато з жертв мали словацьке та угорське громадянство)  переважну більшість з яких становили жінки, діти (в тому числі кілька немовлят) та люди похилого віку. Пазур стверджував, що жертви активно підтримували нацизм, а сам він не причетний до вбивств. У ході розслідування було встановлено, що саме він особисто вбивав немовлят, хоча спочатку він це заперечував. Деякі з жертв були членами Глінкової гвардії, членом якої свого часу був і сам Пазур.

Франтішек Гібл, історик та дослідник, описуючи ті події писав, що залишається багато питань стосовно Пршеровського розстрілу. Зокрема, чи сталася ця різанина результатом випадкової зустрічі транспорту карпатських німців з потягом з чехословацькими солдатами та лейтенантом Пазуром, чи це була підготовлена акція.
|  | Впевнено можна сказати, що лейтенант Пазур був частиною групи, яка мала ліквідувати німців. Що мене шокувало, так це інформація про те, що він, очевидно, діяв за наказом тодішнього міністра національної оборони, а пізніше президента Чехословаччини Людвіка Свободи. Публіцист Ян Урбан, який також приділяє багато часу цій темі, виявив, що Свобода двічі їздив до Їглави, де був центр групи, яка займалась переслідуванням німців, з листами, в яких наказувалося ліквідувати карпатських німців, які ще перебувають на території Моравії» - описував у своїх працях історик Франтішек Гібл .Оригінальний текст (чес.) „Je jisté, že poručík Pazúr byl součástí skupiny, která měla likvidovat Němce. Šokující pro mě byla informace, že jednal zřejmě na příkaz tehdejšího ministra národní obrany a pozdějšího československého prezidenta Ludvíka Svobody. Publicista Jan Urban, který se tomuto tématu také hodně věnuje, zjistil, že Svoboda jel dvakrát do Jihlavy, kde bylo centrum skupiny likvidující Němce, s dopisy nařizujícími zlikvidovat karpatské Němce ještě na území Moravy“ |

### Спроби притягнення до відповідальності
Начальник чеської військової адміністрації в Пршерові спробував затримати його відразу після розправи, але після того, як Пазур переконав офіцера НКВД посвідченням воєнної розвідки, він все ж зміг вільно виїхати та навіть отримав підвищення. Наступного ранку командир радянського гарнізону в Пршерові видав наказ про його арешт, але на той час Пазур уже був поза його юрисдикцією. Справу розслідували, документували, але довго не вирішували. Тільки в 1947 році зусиллями кількох міжнародних організацій він був заарештований і засуджений до семи з половиною років ув'язнення перед військовим судом у Братиславі. Головний прокурор Антон Рашла оскаржив вирок, а також і сам підсудний. Він стверджував, що "такі були часи ", що він "діяв з патріотичного обов'язку ", і що " суд над ним є політичним і спрямованим на шкоду Комуністичній партії ". Коли його запитали, чому він дозволив вбивати жінок і дітей, яких навіть не міг запідозрити у співпраці з нацизмом, він заявив, що " не знав, що з ними ще робити, коли їхніх батьків розстріляв ". 
Після апеляції Вищий військовий суд у Празі засудив його до 20 років ув'язнення, попри втручання його колишнього співслужбовця Бедржиха Рейціна, який тоді був заступником міністра оборони та очолював військову розвідку. Рейцін, однак, не забув свого друга і після цього, і відразу після комуністичного перевороту в лютому 1948 року почав домагатися його звільнення. Спочатку Клемент Ґотвальд зменшив вирок до 10 років за рекомендацією Рейціна, після чого вирок було скорочено та пом'якшено. Зрештою, Пазур фактично провів у в'язниці лише близько року. Сам Рейцін був репресований під час антисемітської кампанії 1951—1952 рр. і страчений, але для долі Пазура це вже не мало жодних негативних наслідків.

### Після ув'язнення
Після звільнення він працював як герой антинацистського опору на прибуткових урядових посадах і отримав численні нагороди. Як функціонер Союзу борців-антифашистів регулярно брав участь в урочистостях СНП.  Він також був агентом держбезпеки.
З архівних документів випливає, що в 1975 році він точно ще жив у Чехословаччині. Він прожив у Банській Бистриці до кінця свого життя, помер від цирозу печінки і похований на тамтешньому євангелістському кладовищі. 
У пресі циркулювали недостовірні версії щодо його смерті. За однією, його втопили родичі  жертв, за іншою він емігрував під зміненим ім'ям до США. Кароль Пазур помер 25 квітня 1976 року, але за словами словацького журналіста Томаша Киселя, це сталося лише в 1979 році.

## Додаткова література
Ян Урбан: Чехи, майстри жалюгідного й наївного русофільства.  Jan Urban: Češi, mistři patetického a naivního rusofilství (чес.)